# George Robert Stow Mead

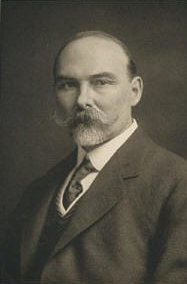
George Robert Stow Mead

George Robert Stow Mead (manchmal auch George Robert Stowe Mead, meist nur GRS Mead bzw. G.R.S. Mead) (* 22. März 1863 in Peckham (heute zu London), England; † 28. September 1933 in London) war ein englischer Autor, Theosoph und Gründer der Quest Society.

## Leben und Wirken

### Kindheit, Beruf, Ehe
Mead wurde am 22. März 1863 in Peckham, heute ein Teil des Londoner Stadtbezirkes London Borough of Southwark, als jüngeres von zwei Kindern von Robert und Charlotte Mead geboren. Er wuchs in Nuneaton auf, der Vater war Oberst der Artillerie bei der British Army. Nach dem Besuch der King's School in Rochester studierte er ab 1881 am St John’s College in Cambridge Mathematik. Nach kurzer Zeit gab er dieses Studium aber auf und wechselte zu Klassischer Altertumswissenschaft (Classics) sowie Latein und Altgriechisch. 1884 Abschluss als Bachelor of Arts und 1886 Master of Arts. An der University of Oxford scheint er das Studium der Östlichen Philosophie begonnen zu haben, ob er dieses beendete ist unklar. Bis 1889 wirkte er als Lehrer an einer Privatschule.
1899 heiratete Mead die Theosophin Laura Mary Cooper (1857–1924), die er in der Theosophischen Gesellschaft kennengelernt hatte. Die Ehe blieb kinderlos.

### Der Theosoph
Nach dem ersten Studienabschluss als Bachelor trat er 1884 der London Lodge und damit der Theosophischen Gesellschaft bei. Nachdem er im Mai 1887 erstmals Helena Petrovna Blavatsky kennengelernt hatte, gab er 1889 seinen Beruf als Lehrer auf, wurde ihr Privatsekretär und trat der Blavatsky Lodge bei, die er später auch als Präsident leitete. Neben der Erledigung von Blavatskys Korrespondenz unterstützte er sie als Assistent bei der Herausgabe ihrer Zeitschrift Lucifer und wurde am 9. Juli 1890 Generalsekretär der neu ins Leben gerufenen europäischen Sektion der Theosophischen Gesellschaft, der European Section of the Theosophical Society. Nach Blavatskys Tod, am 8. Mai 1891, organisierte und leitete er ihre Feuerbestattung.
Als Annie Besant Herausgeberin der Zeitschrift Lucifer wurde, war er ihr Stellvertreter, ab September 1887 als Hauptverantwortlicher, zeichnete er für die Umbenennung des Blattes in The Theosophical Review verantwortlich. 1891 übernahm er auch die Herausgabe der theosophischen Zeitschrift The Vahan und besorgte 1893 zusammen mit Besant die Überarbeitung des Werkes Die Geheimlehre (Band 1+2) für deren 3. Auflage (auf dieser überarbeiteten 3. Auflage beruht die vollständige deutsche Übersetzung). Die Mitarbeit am umstrittenen dritten Band der Geheimlehre, welcher 1897 von Besant herausgegeben wurde, lehnte er allerdings ab. Wegen der Zunahme seiner Tätigkeit als Autor und Übersetzer, trat er im April 1898 von seinem Amt als Generalsekretär der europäischen Sektion zurück.
Charles Webster Leadbeater wurde am 16. Mai 1906 wegen angeblicher homosexueller Beziehungen zu seinen Schülern aus der Theosophischen Gesellschaft ausgeschlossen. Nachdem Annie Besant im Juni 1907 neue Präsidentin der Theosophischen Gesellschaft geworden war, setzte sie im Januar 1909 die Wiederaufnahme Leadbeaters durch. Mead opponierte heftig gegen diese Entscheidung und als dies erfolglos blieb, trat er, neben einer Reihe anderer Theosophen, am 20. Februar 1909 aus der Theosophischen Gesellschaft aus und legte sämtliche Ämter nieder.
Daraufhin gründete er am 11. März 1909 eine eigene, von der Theosophischen Gesellschaft unabhängige Organisation, die Quest Society. Dazu begründete er die Zeitschrift The Quest, für die er auch als Herausgeber fungierte. Die Weltwirtschaftskrise 1929 brachte auch Mead und eine Reihe von Mitgliedern der Quest Society in finanzielle Schwierigkeiten, so dass die Organisation 1930 aufgelöst werden musste und die Zeitschrift The Quest eingestellt wurde.

### Der Autor
Sein Werk umfasste die Themenbereiche Gnostizismus, Neuplatonismus, Hermetik und Religion. Er übersetzte 1896 als erster die Pistis Sophia ins englische, bis heute (2006) liegt keine bessere Übertragung dieses Werkes vor. Daneben veröffentlichte er in den Zeitschriften Lucifer, The Theosophical Review, The Vahan und The Quest eine Reihe von Artikeln. Als einer von wenigen theosophischen Autoren erlangten einige seiner Werke auch bei der etablierten Wissenschaft Anerkennung. Friedrich Max Müller und Carl Gustav Jung dankten ihm für seine Arbeit. Wegen seiner Mitgliedschaft bei der Theosophischen Gesellschaft wurde und wird sein Werk dennoch häufig nur mit Vorurteil betrachtet.

## Werke (Auswahl)

### Als Autor
- Did Jesus Live 100 B.C. Kessinger, Whitefish 1997, ISBN 1-56459-130-1. (Nachdruck von 1903)
- Echoes from the gnosis. Theosophical Publishing House, Wheaton 2005, ISBN 0-8356-0841-7.
- Simon Magus. Indy Publish 2006, ISBN 1-4280-0042-9. (Nachdruck von 1892)

### Als Übersetzer
- Orpheus, The Theosophy of the Greeks. Adamant Media, Boston 2005, ISBN 1-4021-8316-X. (Nachdruck von 1896)
- Pistis Sophia, The gnostic tradition of Mary Magdalene, Jesus, and his disciples. Dover Publications, Mineola 2005, ISBN 0-486-44064-8.
- Thrice Greatest Hermes. Samuel Weiser, Newburyport 2001, ISBN 0-87728-947-6. (Nachdruck von 1906)